# Gera Konrád
Gera Konrád (Tangermünden, [Németo.], ? – Kisszeben, 1606) evangélikus lelkész.

## Élete
A németországi Tangermündenből származott és gradeci Horváth (Stansith) Gergely hívta meg őt Strassburgból Neérbe (Strázsa) az általa alapított gimnázium igazgatójának, hol már 1588 első felében működött. Néhány évvel később ugyanott a lelkészi tiszt egyidejű viselésével is megbizatott. 1595. augusztus 6-án Erhardi Miklós helyére Bártfára hivatott meg az ottani nagyhírű iskola vezetésére, hol mintegy két évig maradt és az 1597. április 22-én és 23-án Eperjesen tartott zsinat határozatait mint ottani rektor írta alá. Még ugyanazon évben ment át Káposztafalvára (Kabsdorf) lelkésznek. Sokat vitatkozott a Kálvin tanát követő titkos reformátusokkal, különösen Pilcius Gáspárral és Ambrosius (Lam) Sebesténnyel. 1600-tól Kisszebenben volt lelkész.

## Művei
- Brevis Refutatio Calvinianae Epistolae, Missae a Casparo Pilcio, Sacramentario Marciuillano, ad Generosum Dominum Ludovicum Bertolti... Bartphae, év. n.
- Brevis Responsio Ad Hymnos Qvosdam Casparis Pilcii Sacramentarij Marciuillani, & ad praefationem iisdem praefixam; quibus se a Calvinismo, contra scriptum M. Conradi Gera, quo Calvinianam ipsius Epistolam ad G. D. Ludovicum Bertolti datam refutauit, purgare & liberare conatur. Bartphae, (1598)